# جورج رأفت
جورج رأفت (بالإنجليزية: George Raft)‏ هو ممثل أمريكي، ولد في 26 سبتمبر 1895 بنيويورك في الولايات المتحدة، وتوفي في 24 نوفمبر 1980 بلوس أنجلوس في الولايات المتحدة بسبب ابيضاض الدم.

## أعمال

### أفلام
- (1956) حول العالم في 80 يوما[4][5][6]
- (1959) البعض يفضلونها ساخنة
- (1967) كازينو رويال[7][8][9]

## وصلات خارجية
- جورج رأفت على موقع IMDb (الإنجليزية)
- جورج رأفت على موقع الموسوعة البريطانية (الإنجليزية)
- جورج رأفت على موقع ألو سيني (الفرنسية)
- جورج رأفت على موقع ميوزك برينز (الإنجليزية)
- جورج رأفت على موقع تيرنر كلاسيك موفيز (الإنجليزية)
- جورج رأفت على موقع أول موفي (الإنجليزية)
- جورج رأفت على موقع قاعدة بيانات برودواي على الإنترنت (الإنجليزية)
- جورج رأفت على موقع قاعدة بيانات الأفلام السويدية (السويدية)
- جورج رأفت على موقع إن إن دي بي (الإنجليزية)
- جورج رأفت على موقع ديسكوغز (الإنجليزية)